# Elizabeth av York
Elizabeth av York, född 11 februari 1466 på Westminsterpalatset, död 11 februari 1503 på Richmond Palace, var drottning av England från 1487 fram till sin död. Hon var gift med Henrik VII och mor till Henrik VIII. 
Elizabeths popularitet hjälpte Henrik VII att besegra de motståndare som vid flera tillfällen under hans regering försökte resa sig mot den nya kungen. Hennes förmåga att hålla samman konkurrerande grupper inom hovet lade också grunden för den starka hovkultur som kom att prägla Tudordynastins regeringstid. Symbolvärdet i äktenskapet mellan Elizabeth och Henrik var också starkt, för genom äktenskapet förenades de två kungaätterna Lancaster och York. Dessutom innebar äktenskapet att rosornas krig avslutades och kungahuset Tudor uppstod. I och med detta inleddes den engelska renässansen, och en av de mest framstående perioderna i Englands historia.
Elizabeth var dotter till Edvard IV av England och därmed syster till Edvard V av England och brorsdotter till Rikard III. Hon blev dessutom farmor till en kung och två regerande drottningar.

## Uppväxt

### Barndom
Elizabeth av York föddes i Westminsterpalatset som första gemensamma barn till Edvard IV och Elizabeth Woodville, (båda hade barn från tidigare relationer). Elizabeth tillhörde därmed det ena av de två hus (det andra var huset Lancaster) som länge stred om makten i England under vad som kommit att kallas Rosornas krig. Hennes mor, Elizabeth Woodville, var dotter till sir Richard Woodville, som senare upphöjdes till earl Rivers, och Jacquetta av Luxemburg, änka efter John, hertig av Bedford som var bror till Henrik V. Hon hade en lycklig och trygg barndom. Hon trolovades vid tidig ålder med den dåvarande franske kronprinsen, i förhoppning att hon skulle ha en framtid som drottning av Frankrike. Hon fick därför också en utbildning som skulle vara lämplig för den ställningen. När hon var 11 år, 1477, fick hon Strumpebandsorden av sin far. Edvard IV misslyckades slutligen i sina försök att knyta allianser på kontinenten. Förlovningen bröts 1482 då den franske kungen istället valde att lova bort sin son till en av ärkehertig Maximilians döttrar.

### Edvard V blir kung
Efter hennes fars död ärvde Elizabeths bror Edvard tronen. Eftersom han endast var ett barn kunde dock hans farbror Rikard av Gloucester ta över den faktiska makten som lordprotektor. Edvard IV hade skrivit in detta villkor i sitt testamente. Han visste att drottningen och hennes släktingar av ätten Woodville var äregiriga och illa omtyckta, och att det därför kunde leda till inbördeskrig om drottningen utsågs till regent.
Elizabeth Woodville utnyttjade den tid det tog för Rikard att ta sig till London till att låta kungens privy council (kronrådet) ändra anordningarna utifrån testamentet, så att Rikard av Gloucester skulle bli ordförande i ett regentråd istället för lordprotektor som var en ställning med större makt. I detta regentråd utsågs flera personer av ätten Woodville till medlemmar, däribland naturligtvis drottningen. Man lät också förbereda för den lille kung Edvards kröning, då det under Henrik VI:s regeringstid uppstod ett precedensfall som sade att en omyndig kung blev myndig i och med sin kröning.. Man räknade sedan med att Edvard skulle låta sin mor styra. Drottning Elizabeth lät därför skicka efter sin son att komma till London för att krönas. På väg dit lät dock Rikard arrestera de Woodville-lojala adelsmän som eskorterade kungen och själv lägga beslag på kungens person. Edvard fördes sedan av Rikard till Towern, vilket skedde för att ge kungen beskydd, meddelade Rikard. När denna nyhet nådde drottningen tog hon sin yngre son och dottern Elizabeth av York med sig till Westminster Abbey, där de fick en fristad.

### Svårigheter under kung Rikard III

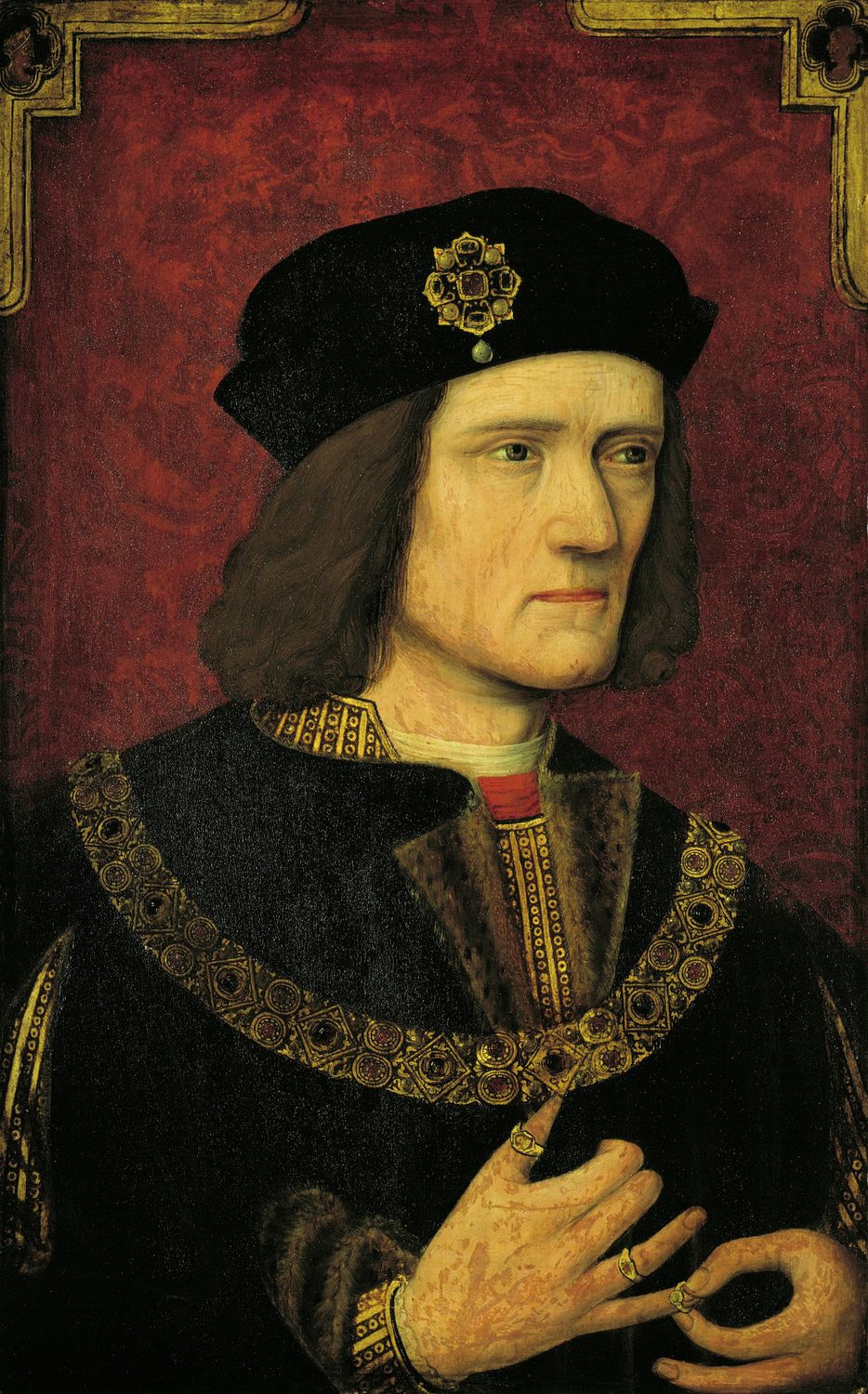
Rikard III av England, porträtt baserat på ett förlorat original från 1400-talet. Del av British Royal Collections.

Rikard av Gloucester lyckades övertala Elizabeth Woodville att överlämna sin yngre son Rikard av Shrewsbury, hertig av York, till honom genom att lova att hon skulle få tillbaka sonen efter Edvard V:s kröning,. Elizabeth av York var därmed det enda av Edvard IV:s barn som blev kvar med sin mor i fristaden, sannolikt under mycket stor psykisk anspänning.
Rikard lät utropa sig själv till kung av England efter att ha låtit förklara Edvard IV:s barn illegitima. Han hänvisade till att den avlidne kungen tidigare skulle ha varit trolovad med lady Eleanor Butler, utan att skaffa en giltig dispens innan han gifte sig med Elizabeth Woodville vilket var ett hinder för lagligt äktenskap enligt den tidens kyrkolag Elizabeths av York två små bröder lämnade aldrig Towern. Vad som egentligen hände med prinsarna i Towern har blivit ett av historiens mysterier. Redan samtida rapporter menade att pojkarna mördats. De flesta pekade ut farbrodern, Rikard III, som mördaren. Senare historiker har huvudsakligen stött denna teori. Andra mördare har också pekats ut, till exempel Henry Stafford, 2:e hertig av Buckingham och den man som kom att efterträda Rikard på tronen, Henrik Tudor. Vilka åsikter Elizabeth Woodville och Elizabeth av York hade om vem som mördade deras söner respektive bröder framgår inte av några kända källor. Historiker har framfört att det är osannolikt att äktenskapet med Henrik Tudor hade blivit av, än mindre lyckligt, om Elizabeth av York sett honom som sina bröders mördare.
Efter Rikard III:s trontillträde gick det rykten om att Rikard ville gifta sig med Elizabeth av York så fort hans maka Anne Neville hade avlidit. Detta skulle ha inneburit att han kunde se till att hennes anspråk på tronen såsom representant för huset York inte hotade hans ställning. Det finns emellertid inga bevis för att han haft en sådan strategi. Däremot inledde Rikard III förhandlingar om andra äktenskap för Elizabeth av York, till exempel framgår det av källorna att det fanns långt gångna planer på att gifta bort henne med Manuel I av Portugal. Ett sådant äktenskap hade tvingat henne att lämna England och alla krav på den engelska tronen.  Elizabeths mor, Elizabeth Woodville, hade i alla fall en helt annan plan för sin dotter, även den var inriktad på att Elizabeth av York skulle bli drottning av England. Elizabeth Woodville hade lovat bort dottern till den man som var beredd att utmana Rikards rätt till tronen, och som också kunde förena de båda husen Lancasters och Yorks anspråk på kronan genom ett sådant äktenskap: Henrik Tudor. Om han lyckades störta Rikard skulle Elizabeth av York bli hans hustru. På juldagen 1483 svor Henrik en högtidlig ed i katedralen i Rennes i Bretagne att han skulle gifta sig med Elizabeth. Under tiden hade Elizabeth av York tillsammans med sin mor lämnat fristaden i Westminster Abbey, eftersom Rikard hade lovat dem fri lejd. De begav sig norrut mot York där ätten Woodville hade ett hem och skydd av många vänner.0

## Tiden som drottning

### Äktenskapet

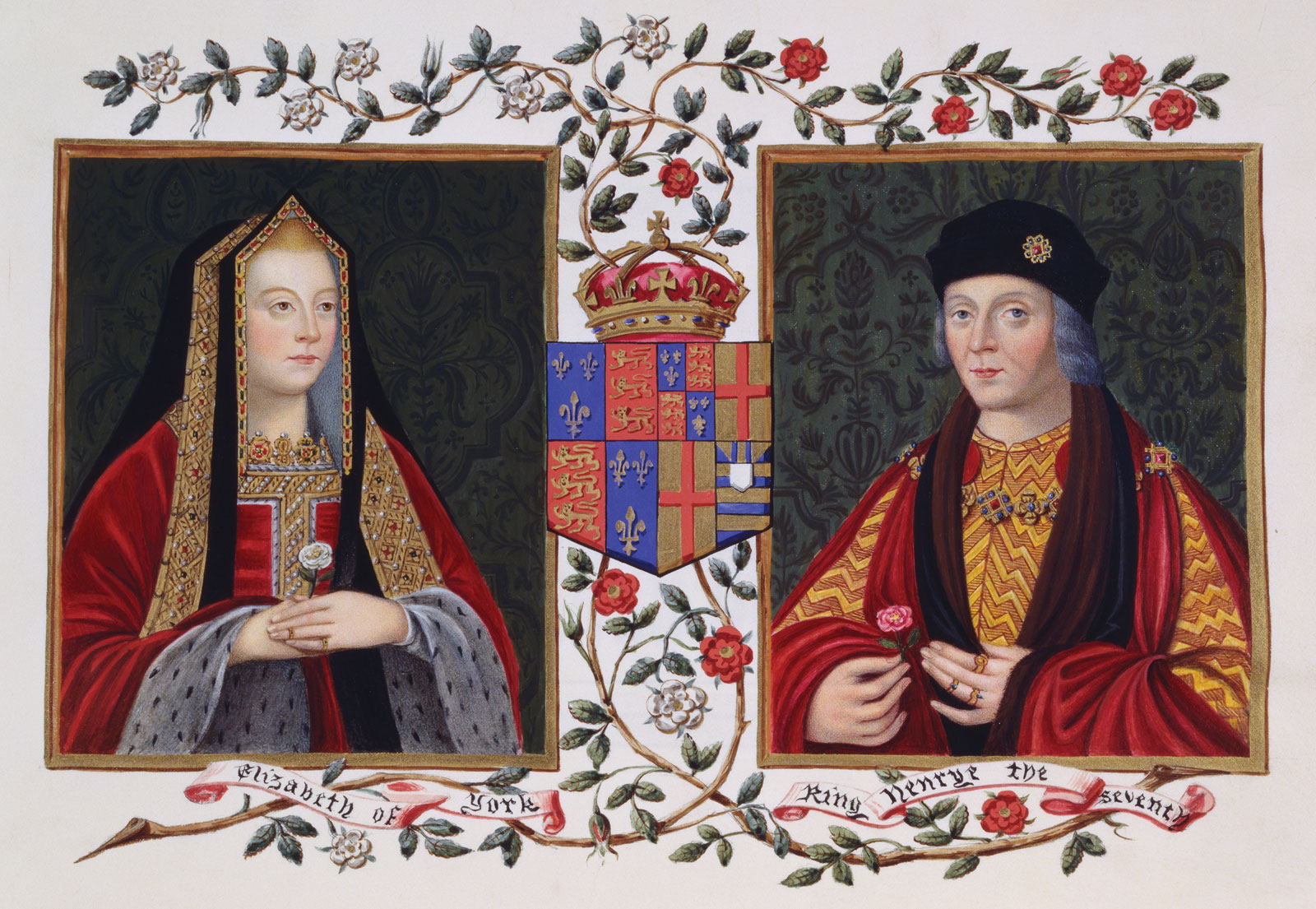
Elizabeth och Henrik med Yorks vita, respektive Lancasters röda, ros

Elizabeth Woodville och Margaret Beaufort arrangerade äktenskapet mellan sina barn Elizabeth av York och Henrik Tudor på villkoret att han skulle avsätta Rikard III. Henrik Tudor kunde säga sig ha rätt till kronan genom sin mors arvslinje, men han skulle tvingas strida för att hävda sin rätt. Henrik lyckades skaffa sig stöd i Bretagne, som på denna tid var ett självständigt hertigdöme. Efter ett misslyckat invasionsförsök som avbröts när man tvingades vända efter att man hamnade i fruktansvärda stormar i Engelska kanalen, lyckades Henrik återvända till England och samla en armé. Denna armé bestod, utöver de män han hade med sig från Bretagne, av anhängare till ätten Woodville och av adelsmän som hatade och var rädda för Rikard på grund av de rykten som gick om de två prinsarnas död, och på grund av de avrättningar av adelsmän som Rikard beordrat för att säkra sin ställning och göra sig av med alla som ifrågasatte hans rätt till tronen. Avgörandet kom att stå vid Bosworth Field den 22 augusti 1485. Genom att vinna slaget kunde Henrik Tudor utropa sig till kung Henrik VII. Men han gjorde sig ingen brådska med att gifta sig med Elizabeth av York, även om han offentligt hade svurit ett heligt löfte att göra det innan han lämnade Frankrike för att invadera England. 
Henrik kröntes den 30 oktober i Westminster Abbey, men bröllopet genomfördes inte omedelbart. Henrik ville att det skulle vara tydligt att kungamakten var hans genom egen rätt som huvudarvtagare till huset Lancasters rätt till tronen, inte genom de anspråk på kronan som Elizabeth av York kunde göra. Slutligen fick parlamentet å folkets vägnar vädja om att han skulle hålla sitt löfte. Henrik hade lärt sig en läxa av hur Rikard III använt kyrkolagen för att kunna ta kronan från sina brorsöner, och såg till att få en påvlig licens för att gifta sig med Elizabeth. Deras äktenskap kunde annars ha ifrågasatts då de båda härstammade från Johan av Gent, och det engelska parlamentet tidigare förklarat Edvard IV:s barn oäkta.Påven förklarade även i en bulla att var och en som ifrågasatte äktenskapet eller Henriks rätt till tronen skulle exkommuniceras. Den 18 januari 1486 ägde vigseln rum. Det var inte förrän 25 november 1487, mer än ett år efter deras första barn Arthurs födelse, som Elizabeth kröntes till drottning. Detta kan ses som ytterligare en markering från Henriks sida att kronan, och rätten till den, var uteslutande hans. Ättens symbol, tudorrosen, som Henrik VII antog efter att bröllopet mellan honom och Elizabeth av York ägt rum, är en kombination av huset Yorks vita ros, Lancasters röda ros och Tudors gröna färg.

### Personlighet och vardagsliv

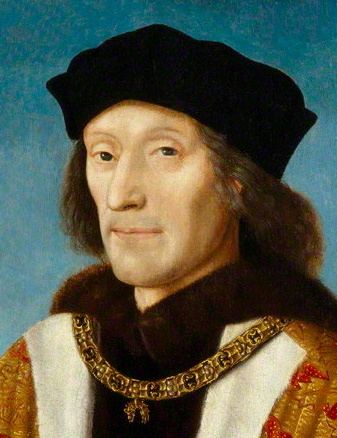
Henrik VII av England, Elizabeths av York make. Porträtt av ökänd konstnär.

Elizabeth beskrivs av historikerna som en sympatisk och stillsam person. Hon var attraktiv, av vissa till och med beskriven som en stor skönhet, lång, hade rena drag och det ljushåriga utseende med ljus hy som tiden såg som ideal. Hon var mild och diplomatisk nog att kunna leva i vänskap med sin svärmor, Margaret Beaufort, som styrde hovet med järnhand. Elizabeth av York var generös mot både sina vänner, tjänare och välgörande ändamål men hade svårt att hålla sig inom sina ekonomiska ramar. Ändå var Elizabeth en mycket rik drottning med egna egendomar bland annat i form av morsarv. Hon fick även under hela sitt äktenskap kontinuerliga gåvor i form av egendomar av sin make, ett tecken på att äktenskapet var lyckligt.
I enlighet med det drottningideal som utvecklats under medeltiden var Elizabeth mycket religiös och ägnade mycket tid och pengar åt kristen välgörenhet. Elizabeth ägnade mycket tid åt sina barns uppfostran vilket var ovanligt vid denna tid då kungliga barns fostran sköttes av ämbetsmän och tjänare, ofta i separata hushåll för att barnen skulle hållas borta från smittsamma sjukdomar och dåliga hygienförhållanden.
Det är väl känt att Henrik VII själv förde bok över sina utgifter, men det är mindre känt att Elizabeth gjorde detsamma. Elizabeth tyckte om dans, musik, tärningsspel och jakt. I hennes räkenskaper finns uppräknade inköp av pilbågar, vilka drottningen kan ha använt till att jaga. Ett exempel på Elizabeths omtänksamma natur är att hon, när Katarina av Aragonien anlände till England för att gifta sig med Elizabeths son, Arthur, skickade sin egen privata bärstol åt Katarina att färdas i.

### Offentlig roll
Elizabeth av York kom aldrig att spela någon aktiv politisk roll. Av vad som framgår av källorna försökte hon aldrig ens, utan hennes betydelse har framhävts främst i hennes roll som maka och mor. Av senare drottningars räkenskaper framgår att de kvinnor som gifte sig med Tudorättens kungar lade stora summor på gåvor till mäktiga familjer och ämbetsmän som kunde ge viktigt stöd till kronan eller till drottningens släkt. Anne Boleyn och Katarina Parr lade också stora summor på stöd till konstnärer och filosofiska eller religiösa författare som företredde tankeriktningar de ville stödja. Elizabeth av Yorks räkenskaper visar inga sådana utgifter utan hennes räkenskaper innehåller endast medel för hushållet. Moderna historiker har dock lyft fram att Elizabeths popularitet hjälpte Henrik VII att besegra de motståndare som vid flera tillfällen under hans regering sökte resa sig mot den nya kungen. Hennes förmåga att dämpa konflikter mellan framstående adelsfamiljer var viktig för att hålla samman hovet, och lade också grunden för den starka hovkultur som kom att prägla Tudordynastins regeringstid. Symbolvärdet i äktenskapet mellan Elizabeth och Henrik, mellan den röda och vita rosen, var också stort; genom detta äktenskap förenades de två kungaätterna Lancaster och York, det långa tärande rosornas krig tog slut och i stället uppstod det kungahus, Tudor, som inledde den engelska renässansen och en av de mest framstående perioderna i Englands historia.

### Barn
Elizabeth av York och Henrik VII fick sju barn tillsammans, varav endast fyra levde till vuxen ålder:
1. Arthur, prins av Wales (20 september 1486–2 april 1502).
2. Margareta Tudor (28 november 1489–18 oktober 1541).
3. Henrik VIII av England (28 juni 1491–28 januari 1547).
4. Elizabeth Tudor (2 juli 1492–14 september 1495).
5. Maria Tudor (18 mars 1496–25 juni 1533).
6. Edmund Tudor, hertig av Somerset (21 februari 1499–19 juni 1500).
7. Katherine Tudor (född och död 2 februari 1503).[20]

I september 1486 valde Henrik att tillsammans med drottningen invänta det första barnets födelse i Winchester, den gamla anglosaxiska huvudstaden. Margaret Beaufort lät upprätta en bok över kungligt protokoll, regler för hovets liv och verksamhet, där hon nogsamt förde in alla ritualer och ceremonier som skulle omge monarkin. Hon beordrade att slutet på en drottnings graviditet skulle äga rum i avskildhet, och några av reglerna var att drottningen skulle endast omges av kvinnor, ha lugnande mönster på gobelängerna i rummet och endast få in ljus och luft genom ett enda fönster, för att inget skulle kunna oroa henne. Elizabeth av York var den första drottningen av England som följde dessa regler som sedan kom att tillämpas ända fram till 1700-talet. Det första barnet Elizabeth och Henrik fick visade sig vara en son, som fick namnet Arthur efter den mytiska hjältekonungen Artur. Kungen ville visa att med ätten Tudor inleddes en ny framgångsera för England.
Eftersom Henrik VII var den första monarken av ett nytt kungahus, var det viktigt för honom att skaffa sig allianser och visa på sin status. Ett första steg för att etablera sig var genom att anordna ett förnämligt gifte åt sin arvinge. Det var en mycket stor framgång för Henrik när han lyckades förhandla fram ett avtal om äktenskap mellan sin äldste son och Katarina av Aragonien, som var dotter till de katolska monarkerna (Ferdinand II av Aragonien och Isabella I av Kastilien).

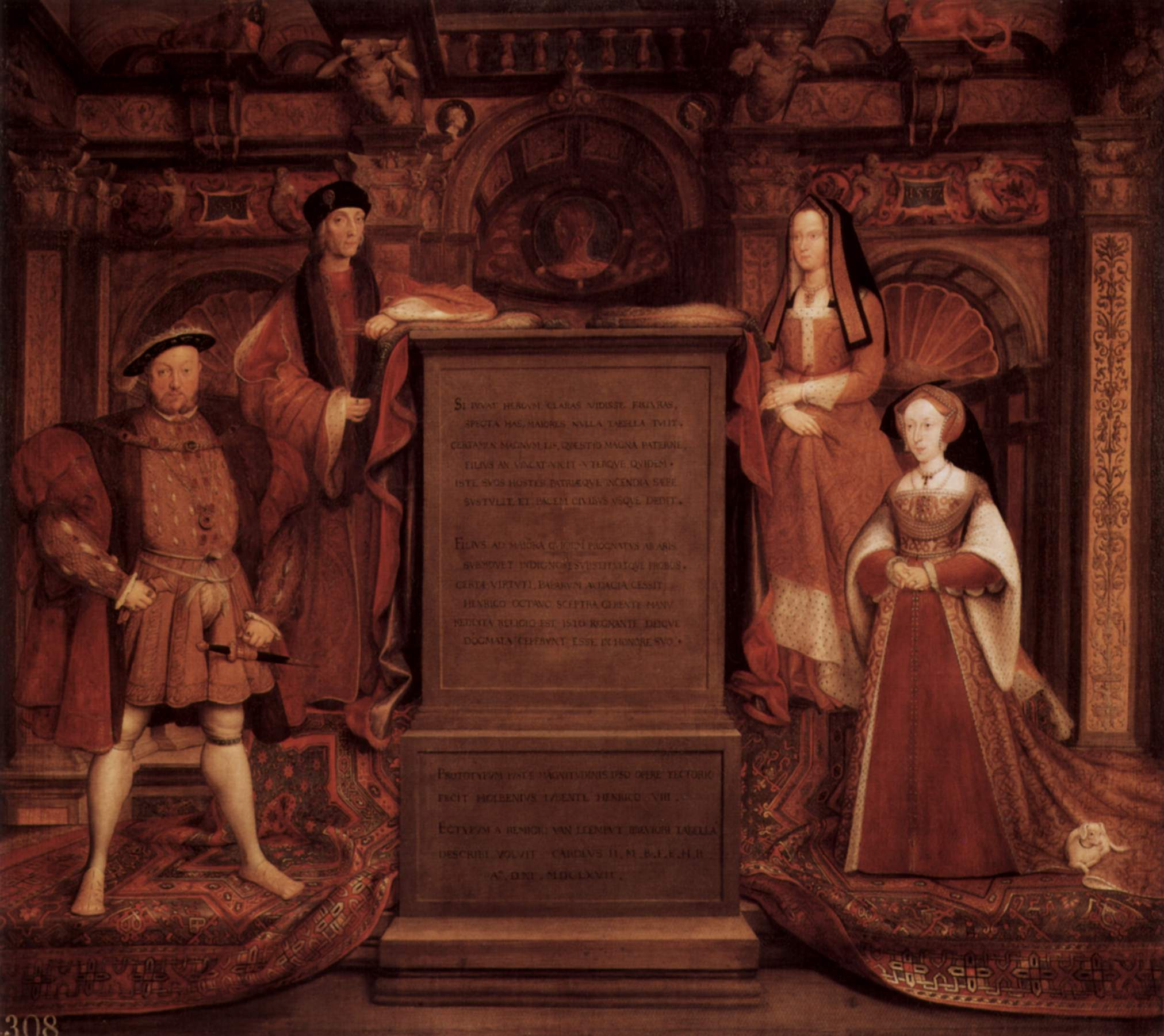
Elizabeth av York med sin make, son och svärdotter. Målning av Remee van Leemput efter original av Hans Holbein den yngre, 1667.

Ytterligare en stor framgång var när den äldsta överlevande dottern, Margareta trolovades med den blivande Jakob IV av Skottland. Hon gifte sig med honom i Holyrood House år 1503. Det var genom Margaretas sondotter Maria Stuart som kronan senare skulle komma att övergå från huset Tudor till huset Stuart. För Henrik VII innebar dotterns äktenskap i första hand en allians som skulle kunna förhindra dyrbara gränskrig mot skottarna. Den yngsta överlevande dottern, Maria föddes i Richmond Palace 1496. I sin ungdom blev hon känd som en av de vackraste prinsessorna i Europa, vilket hon förmodligen hade sin mor att tacka för. Maria trolovades i december 1507 med Karl V. Denna trolovning bröts senare när det politiska läget i Europa förändrades: efter att kardinal Thomas Wolsey förhandlat fram ett fredsavtal med Frankrike. 1514 gifte sig i stället Maria med Ludvig XII av Frankrike och blev därmed Frankrikes drottning.
Den äldste sonen, tronarvingen Arthur, gifte sig under pompa och ståt med Katarina av Aragonien den 14 november 1501.  Frågan om detta äktenskap fullbordades eller inte kom senare att bli en av de mest debatterade i den engelska historien, och av avgörande betydelse för den engelska reformationen. Det var denna tvistefråga som Katarinas senare äktenskap med Arthurs yngre bror Henrik kom att hänga på, och Katarina hävdade till sin död att de endast tillbringat sju nätter tillsammans och att äktenskapet aldrig fullbordades. Prinsen av Wales skickades strax efter bröllopet till Ludlow för att i Wales få träning i att regera. Här drabbades han oväntat av en sjukdom som kan ha varit svettsjukan som härjade i England under denna tid, och efter en kort tid med svåra influensaliknande symptom avled han. Enligt en källa var det kungen själv som berättade denna tragiska nyhet för Elizabeth av York, som då ska ha försökt trösta honom genom att säga att ”hans mor hade aldrig haft fler barn än endast honom, och att Gud … hade låtit honom behålla en vacker prins och två vackra prinsessor, och att Gud är där han är och vi är båda unga nog”

## Elizabeths död och eftermäle
Prins Arthurs död tycks ha varit skälet till att Elizabeth av York blev gravid en sista gång för att säkra tronföljden. Elizabeth avled, på sin 37:e födelsedag, några få dagar efter att ha fött sitt sista barn. Denna sista dotter, Katherine, dog strax efter födseln. I samband med Elizabeths död skrev den då unge Thomas More en hyllningsdikt till den avlidna drottningen. Dikten A Ruefull Lamentation (ungefär: En sorglig klagovisa) vittnar om hur älskad Elizabeth var av både folket och av sin familj. Hennes och Henriks lyckliga äktenskap och att hon varit en mycket god mor beskrivs, men också hur ödmjuk och omtänksam hon var emot alla människor. More beskriver henne också som klok, och djupt troende.
| ” | Om kristlig nit hade kunnat bevara mig, hade jag ej förgåtts, Om visdom kunnat rädda mig, hade jag inte behövt frukta. | „ |

Även om Henrik VII var känd som en väldigt sparsam person, gav han hustrun en storslagen jordfästning. Hon är begraven i Westminster Abbey, senare skulle Henrik begravas vid hennes sida.
Hennes andre son Henrik efterträdde fadern på tronen.
I tidigare historieskrivning har Elizabeth av Yorks ställning som maka och mor framhävts. Man har också fokuserat på symbolvärdet i att hennes äktenskap förenade två stridande ätter och avslutade Rosornas krig. I modern historieskrivning framhävs vilken stark karaktär som måste ha krävts för att utgöra navet i ett lyckligt familjeliv under så komplicerade omständigheter. 

## Elizabeth av York i kulturen
Tudortiden är en dramatisk och framstående tid i engelsk historia som förekommit ofta i litteratur, film och konst. Elizabeth av York återkommer i beskrivningar av de mystiska händelserna kring hennes bröders död, Rosornas krig och ätten Tudors maktövertagande. 
I Rikard III av Wiliam Shakespeare omnämns Elizabeth av York flera gånger, men hon ingår inte i rollistan. I vissa uppsättningar av pjäsen har man ändå låtit henne ingå, och i filmen Richard III från 1995 spelas hon av Kate Steavenson-Payne. Hon har då fått överta repliker som ursprungligen var skrivna för andra karaktärer i pjäsen.
Elizabeth of York spelades av Freya Mavor i dramaserien The White Queen 2013, som baserades på en roman av Philippa Gregory. Romanen är en del av en bästsäljande romansvit där Gregory beskriver slutet på Rosornas krig. Romanen som fokuserar på Elizabeth av York heter The White Princess.
Elizabeth av York har omnämnts som förebilden för kortlekens hjärterdam. Det finns inga källor som fastslår detta, och även till exempel Katarina av Aragonien har nämnts som en möjlig förebild. Likheten mellan porträtten av Elizabeth av York och hjärterdam är stor. 

## Anfäder
|                   |  |  |  |  |  |  |  |                      |  |  |  |  |  |  |  |                        |  |  |  |  |  |  |  | Richard av Conisburgh  |
|                   |  |  |  |  |  |  |  |                      |  |  |  |  |  |  |  |                        |  |  |  |  |  |  |  |                        |
|                   |  |  |  |  |  |  |  |                      |  |  |  |  |  |  |  | Richard av York        |  |  |  |  |  |  |  |                        |
|                   |  |  |  |  |  |  |  |                      |  |  |  |  |  |  |  |                        |  |  |  |  |  |  |  |                        |
|                   |  |  |  |  |  |  |  |                      |  |  |  |  |  |  |  |                        |  |  |  |  |  |  |  | Anne Mortimer          |
|                   |  |  |  |  |  |  |  |                      |  |  |  |  |  |  |  |                        |  |  |  |  |  |  |  |                        |
|                   |  |  |  |  |  |  |  | Edvard IV av England |  |  |  |  |  |  |  |                        |  |  |  |  |  |  |  |                        |
|                   |  |  |  |  |  |  |  |                      |  |  |  |  |  |  |  |                        |  |  |  |  |  |  |  |                        |
|                   |  |  |  |  |  |  |  |                      |  |  |  |  |  |  |  |                        |  |  |  |  |  |  |  | Ralph Neville          |
|                   |  |  |  |  |  |  |  |                      |  |  |  |  |  |  |  |                        |  |  |  |  |  |  |  |                        |
|                   |  |  |  |  |  |  |  |                      |  |  |  |  |  |  |  | Cecily Neville         |  |  |  |  |  |  |  |                        |
|                   |  |  |  |  |  |  |  |                      |  |  |  |  |  |  |  |                        |  |  |  |  |  |  |  |                        |
|                   |  |  |  |  |  |  |  |                      |  |  |  |  |  |  |  |                        |  |  |  |  |  |  |  | Johanna Beaufort       |
|                   |  |  |  |  |  |  |  |                      |  |  |  |  |  |  |  |                        |  |  |  |  |  |  |  |                        |
| Elizabeth av York |  |  |  |  |  |  |  |                      |  |  |  |  |  |  |  |                        |  |  |  |  |  |  |  |                        |
|                   |  |  |  |  |  |  |  |                      |  |  |  |  |  |  |  |                        |  |  |  |  |  |  |  | Richard Woodville d.ä. |
|                   |  |  |  |  |  |  |  |                      |  |  |  |  |  |  |  |                        |  |  |  |  |  |  |  |                        |
|                   |  |  |  |  |  |  |  |                      |  |  |  |  |  |  |  | Richard Woodville d.y. |  |  |  |  |  |  |  |                        |
|                   |  |  |  |  |  |  |  |                      |  |  |  |  |  |  |  |                        |  |  |  |  |  |  |  |                        |
|                   |  |  |  |  |  |  |  |                      |  |  |  |  |  |  |  |                        |  |  |  |  |  |  |  | Joan Bedlisgate        |
|                   |  |  |  |  |  |  |  |                      |  |  |  |  |  |  |  |                        |  |  |  |  |  |  |  |                        |
|                   |  |  |  |  |  |  |  | Elizabeth Woodville  |  |  |  |  |  |  |  |                        |  |  |  |  |  |  |  |                        |
|                   |  |  |  |  |  |  |  |                      |  |  |  |  |  |  |  |                        |  |  |  |  |  |  |  |                        |
|                   |  |  |  |  |  |  |  |                      |  |  |  |  |  |  |  |                        |  |  |  |  |  |  |  | Peter I av Luxemburg   |
|                   |  |  |  |  |  |  |  |                      |  |  |  |  |  |  |  |                        |  |  |  |  |  |  |  |                        |
|                   |  |  |  |  |  |  |  |                      |  |  |  |  |  |  |  | Jacquetta av Luxemburg |  |  |  |  |  |  |  |                        |
|                   |  |  |  |  |  |  |  |                      |  |  |  |  |  |  |  |                        |  |  |  |  |  |  |  |                        |
|                   |  |  |  |  |  |  |  |                      |  |  |  |  |  |  |  |                        |  |  |  |  |  |  |  | Margareta av Baux      |
|                   |  |  |  |  |  |  |  |                      |  |  |  |  |  |  |  |                        |  |  |  |  |  |  |  |                        |